# Eburia laticollis
Eburia laticollis är en skalbaggsart som beskrevs av Bates 1880. Eburia laticollis ingår i släktet Eburia och familjen långhorningar.
Artens utbredningsområde är:
- Costa Rica.
- Guatemala.
- Honduras.
- Nicaragua.

Inga underarter finns listade i Catalogue of Life.